# サム・ハッチンソン
サムエル・エドワード "サム"・ハッチンソン（Samuel Edward "Sam" Hutchinson, 1989年8月3日 - ）は、バークシャー州スラウ出身のサッカー選手。ポジションはディフェンダー（右サイドバック、センターバック）。

## 経歴
チェルシーユース出身のプレーヤー。2007年5月13日、エヴァートン戦でプレミアリーグデビュー。
カルロ・アンチェロッティのもとでは主にサイドバックのポジションで出場。DFならどこでもプレーでき両サイドバックのポジションにも対応可能な為、アシュリー・コールのバックアッパーとしても見込まれていた。1度は膝の慢性的な怪我が治らずに2010年8月19日にわずか21歳での引退を発表、しかし2011年に復帰し、2011年12月31日のアストン・ヴィラ戦でベンチ入りしている。
2014年1月2日、レンタル先のフィテッセからチェルシーFCに復帰したことを発表された。
2014年2月14日、フットボールリーグ・チャンピオンシップのシェフィールド・ウェンズデイFCへレンタル移籍すると発表した。
2014年7月8日、シェフィールド・ウェンズデイFCへの完全移籍（2年契約）が発表された。
2020年9月21日、パフォスFCに移籍した。
2021年1月25日、シェフィールド・ウェンズデイFCに復帰した。
2022年7月20日、レディングFCに移籍した。

## 代表
2007年、U-19イングランド代表では、ドイツ戦でキャプテンに任命されている。

## 所属クラブ
- 2007-2010  チェルシーFC
- 2011-2014.5  チェルシーFC
  - 2012-2013  ノッティンガム・フォレストFC (loan)
  - 2013-2014.1  フィテッセ (loan)
  - 2014.2-4  シェフィールド・ウェンズデイFC (loan)
- 2014.7-2020  シェフィールド・ウェンズデイFC
- 2020  パフォスFC
- 2021-2022  シェフィールド・ウェンズデイFC
- 2022-  レディングFC